# Stazione di Shinjuku
La stazione di Shinjuku (新宿駅?, Shinjuku-eki) è una stazione ferroviaria di Tokyo, si trova a Shinjuku ed iscritta al Guinness dei primati per essere la prima stazione al mondo per numero di passeggeri annui (con una media di circa 3,64 milioni di passeggeri al giorno), inoltre è la seconda stazione al mondo per area dopo la Stazione di Nagoya, con oltre 200 uscite. La stazione è dotata di 35 binari, ma se si includono anche le stazioni connesse si arriva a un totale di 52.

## Storia

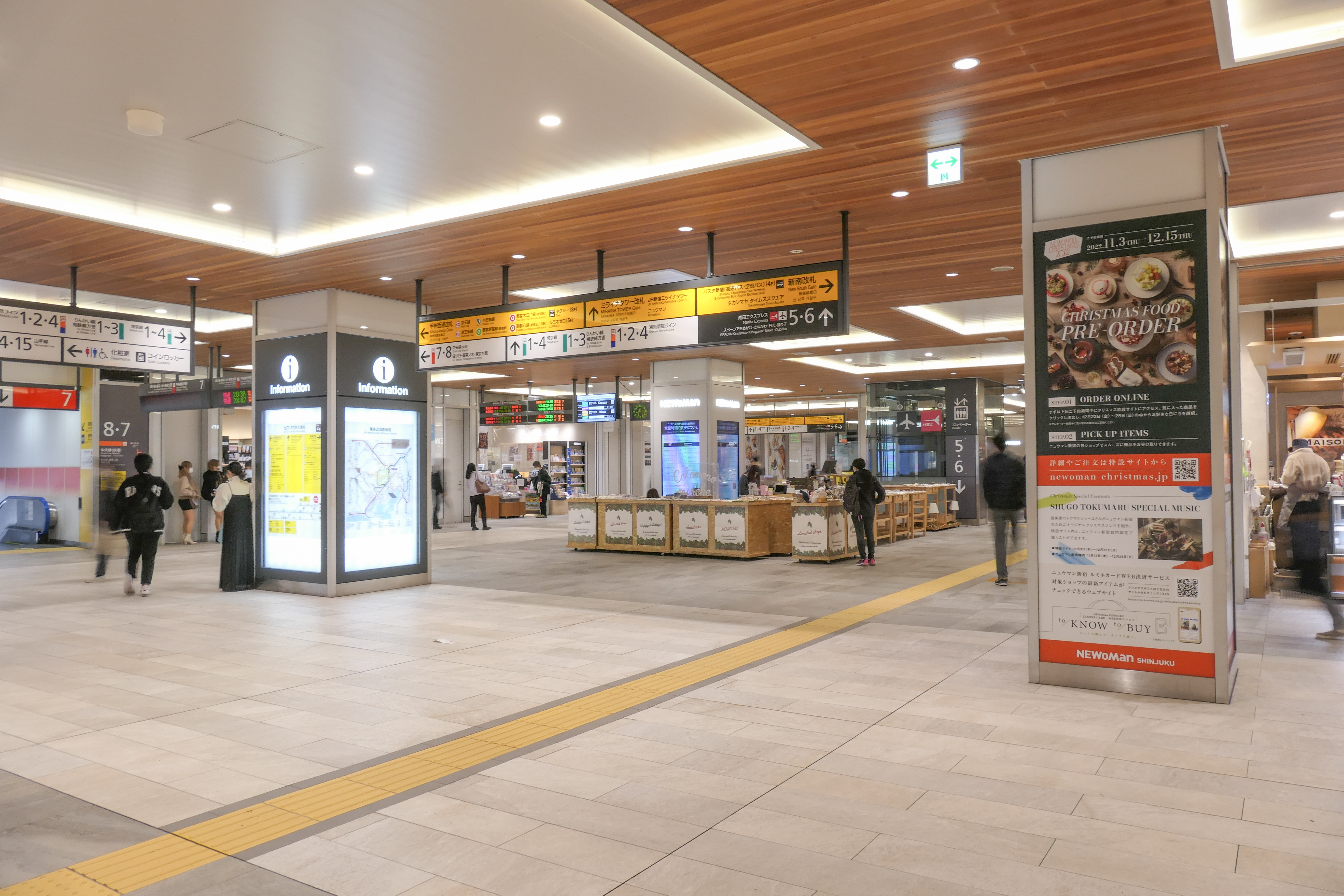
Interno della Stazione di Shinjuku

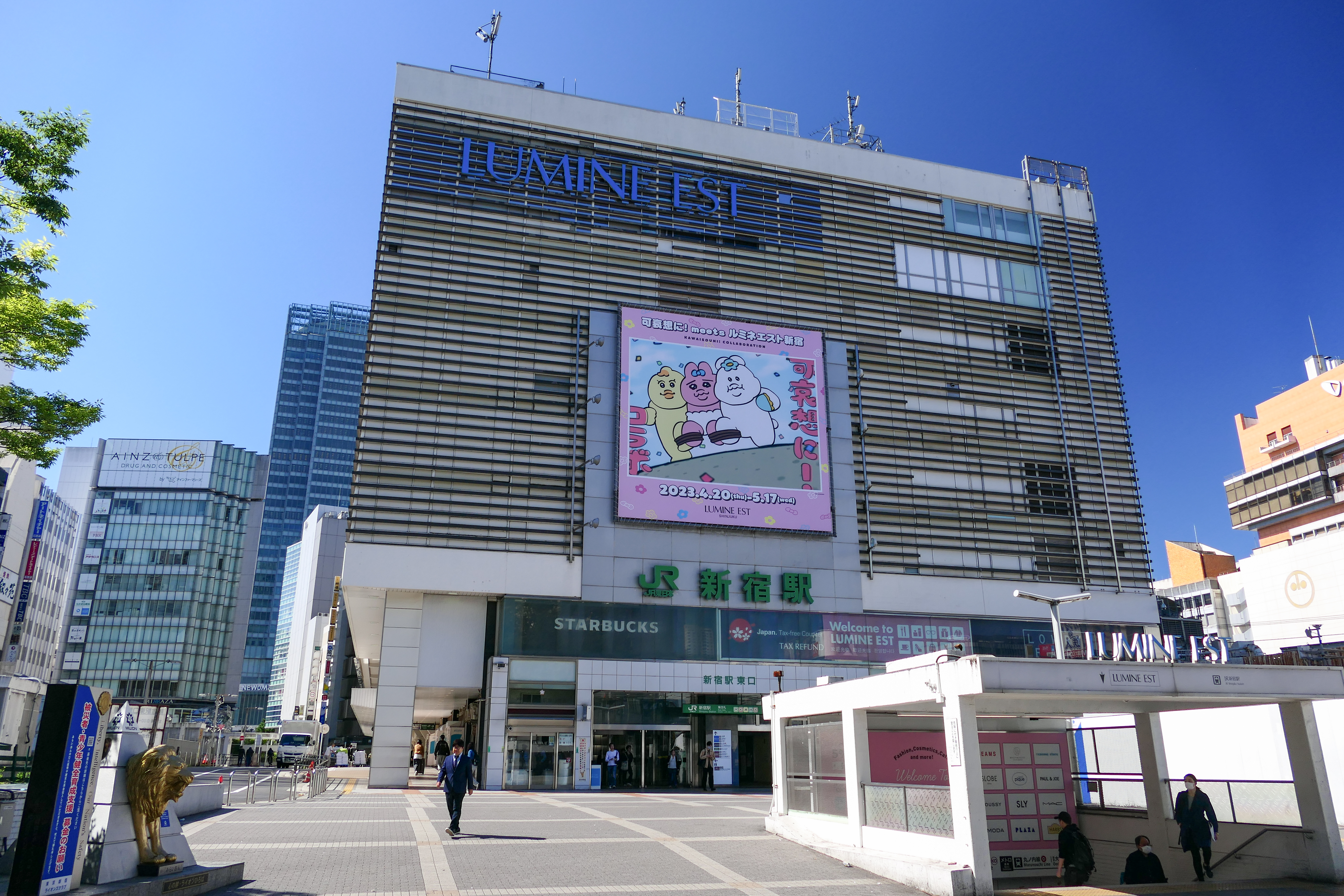
Vista dell'entrata est

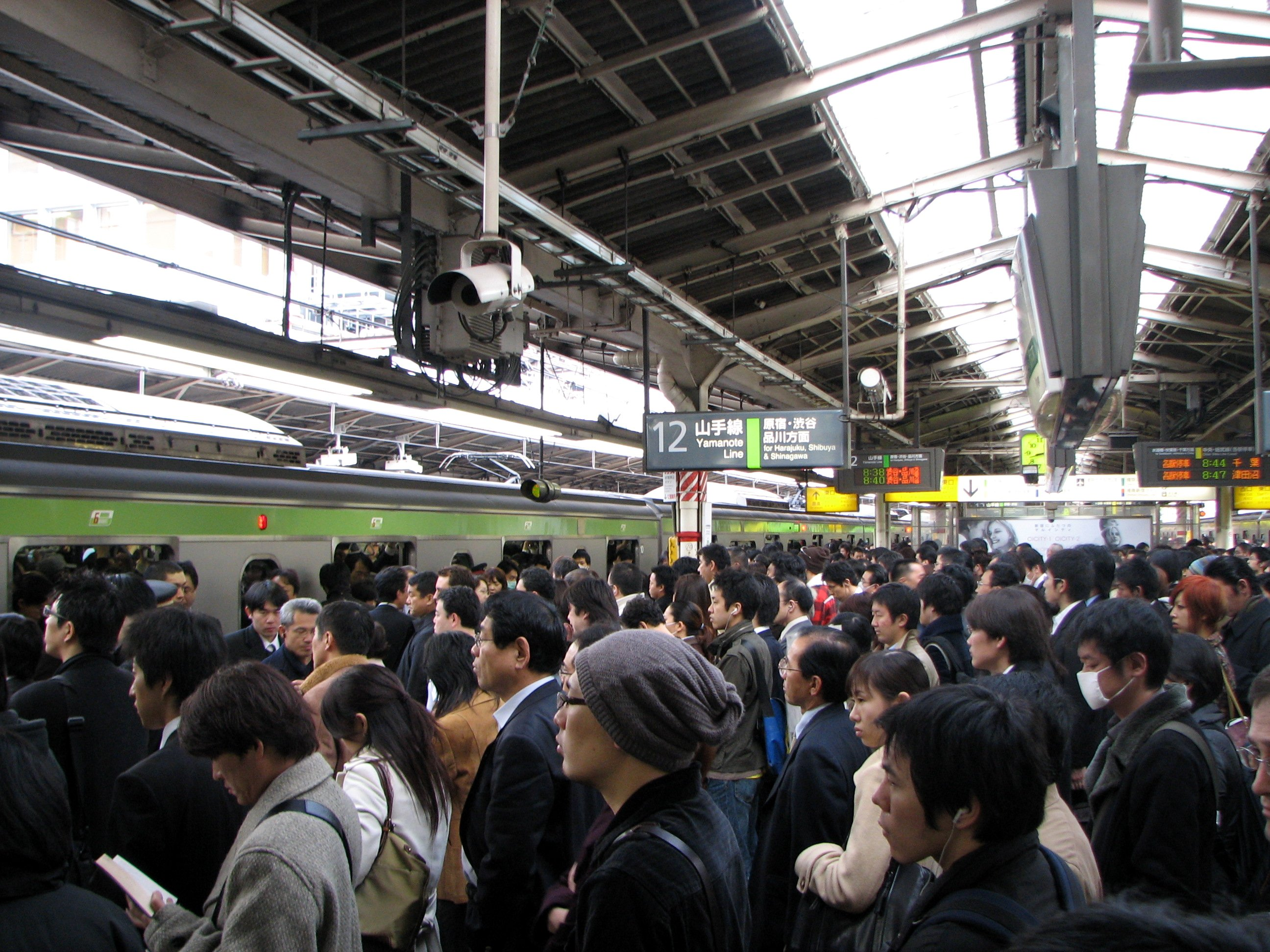
I binari della linea Yamanote durante l'ora di punta

La stazione venne aperta nel 1885 come fermata sulla linea Akabane - Shinagawa (ora parte della linea Yamanote) delle Ferrovie Nazionali Giapponesi. Inizialmente poco utilizzata, man mano che le linee Chūō, Keiō e Odakyū vennero inaugurate la stazione iniziò a diventare molto utilizzata. Nel 1959 arrivò anche la metropolitana. 
Nel 1968 un corteo di 290.000 persone protestò contro la guerra nei pressi della stazione causando il blocco dei treni. 
Il 5 maggio 1995 la setta religiosa Aum Shinrikyō tentò un nuovo attentato dopo circa un mese di quello che uccise 12 persone nella metropolitana di Tokyo.

### Progetti legati allo Shinkansen
Ci sono stati diversi progetti che puntavano a collegare Shinjuku con le reti Shinkansen, fra cui quello del 1973 che la vedeva come stazione di termine per il Jōetsu Shinkansen. Di fatto nei sotterranei dello scalo si trova una camera libera per una futura estensione della linea da Ōmiya a Shinjuku.

## Struttura e linee

### JR East
La stazione è in una posizione centrale e servita da diversi servizi. È costituita da 7 marciapiedi a isola al livello del terreno con 14 binari lungo un asse nord-sud, collegati da due mezzanini sopraelevati e due sotterranei. La maggior parte dei treni che transitano qui offrono servizi urbani, ma sono presenti anche treni a lunga percorrenza, come i servizi espressi per Kōfu e Matsumoto sulla linea principale Chūō, il Narita Express per l'Aeroporto Internazionale Narita e i treni in prosecuzione sulle ferrovie Tōbu verso Nikkō e Kinugawa Onsen. La sezione JR è utilizzata da circa 1,5 milioni di passeggeri ogni giorno. Di seguito, le linee passanti:
 Linea Yamanote
 Linea Saikyō
 Linea Shōnan-Shinjuku
 Linea Rapida Chūō
 Linea Chūō
 Linea Chūō-Sōbu
 Linea Rapida Chūō

#### Binari
| Numero | Linea/servizio                   | Destinazione                         | note                                                                 |
| ------ | -------------------------------- | ------------------------------------ | -------------------------------------------------------------------- |
| 1      | ■ Saikyō                         | per Shibuya, Ōsaki e Shin-Kiba       | Servizio diretto verso la linea Rinkai                               |
| 1      | ■ Saikyō                         | per Ikebukuro, Ōmiya e Kawagoe       | Treni aventi origine in questa stazione                              |
| 1      | ■ Shōnan-Shinjuku                | per Yokohama, Ōfuna, Odawara e Zushi | Servizio diretto verso le linee Tōkaidō e Yokosuka                   |
| 2      | ■ Saikyō                         | per Shibuya, Ōsaki e Shin-Kiba       | Servizio diretto verso la linea Rinkai                               |
| 2      | ■ Saikyō                         | per Ikebukuro, Ōmiya e Kawagoe       | Treni aventi origine in questa stazione                              |
| 3      | ■ Saikyō                         | per Ikebukuro, Ōmiya e Kawagoe       |                                                                      |
| 4      | ■ Saikyō                         | per Ikebukuro, Ōmiya e Kawagoe       |                                                                      |
| 4      | ■ Shōnan-Shinjuku                | per Ōmiya, Utsunomiya e Takasaki     | Servizio diretto verso le linee Utsunomiya e Takasaki                |
| 5-6    | ■ Narita Express                 | per Aeroporto Narita                 |                                                                      |
| 5-6    | ■ Diretti Tōbu Espressi Limitati | per Tōbu-Nikkō e Kinugawa Onsen      | Espresso Limitato "Spacia Nikkō"'                                    |
| 7-8    | ■ Chūō Rapida                    | per Ochanomizu e Tokyo               |                                                                      |
| 9-10   | ■ Chūō Espressi Limitati         | per Kōfu e Matsumoto                 | Espressi Limitati "Azusa" e "Kaiji"'                                 |
| 11・12 | ■ Chūō Rapida                    | per Nakano, Tachikawa e Takao        |                                                                      |
| 13     | ■ Chūō-Sōbu                      | per Suidōbashi, Akihabara e Chiba    | La mattina presto e la sera tardi è necessario cambiare a Ochanomizu |
| 14     | ■ Yamanote interna               | per Harajuku, Shibuya e Shinagawa    |                                                                      |
| 15     | ■ Yamanote esterna               | per Ikebukuro, Tabata e Ueno         |                                                                      |
| 16     | ■ Chūō-Sōbu                      | per Higashi-Nakano, Nakano e Mitaka  |                                                                      |

#### Melodie di partenza
A partire dal 1989 la JR East ha affidato alla Yamaha, azienda nota per gli strumenti musicali, la realizzazione di melodie facilmente distinguibili da utilizzare su ciascuna linea ferroviaria per avvisare i passeggeri dell'arrivo di un treno. In base a uno studio e a una serie di sondaggi effettuati fra i passeggeri, si è notato che il classico trillo di campana persistente normalmente utilizzato all'arrivo di un treno infastidiva la maggior parte della gente, vista anche l'elevata quantità di tempo passata dai giapponesi negli spostamenti ferroviari, e così sperimentalmente si decise di utilizzare al suo posto una serie di melodie leggere e morbide, come quelle prodotte dal pianoforte, l'arpa e il marimba, o ancora suoni di campanellini o canti di uccelli.
Grazie all'elevata popolarità subito riscossa dalle nuove melodie di partenza, queste vennero un po' alla volta introdotte alle altre stazioni JR, e negli ultimi anni anche le diverse ferrovie private di tutto il Giappone le stanno un po' alla volta adottando.
Melodie attuali
| 1  | ■ | mellow time                                                  |
| 2  | ■ | farewell                                                     |
| 3  | ■ | 遠い青空 (tooi aozora, lontano cielo blu)                    |
| 4  | ■ | 夏色の時間 (natsuiro no jikan, il momento dei colori estivi) |
| 5  | ■ | 美しき丘 (utsukushiki oka, bella collina)                    |
| 6  | ■ | see you again                                                |
| 7  | ■ | 海岸通り (kaigan doori, strada lungo la scogliera)           |
| 8  | ■ | すすきの高原 (susuki no kōgen, radura di miscanthus)         |
| 9  | ■ | 美しき丘 (utsukushiki oka, bella collina)                    |
| 10 | ■ | see you again                                                |
| 11 | ■ | 小川のせせらぎ (ogawa no seseragi, lo scroscio del ruscello) |
| 12 | ■ | 木々の目覚め (kigi no mezame, il risveglio degli alberi)     |
| 13 | ■ | メロディー (merodī, melodia)                                 |
| 14 | ■ | 新たな季節 (aratana kisetsu, la nuova stagione)              |
| 15 | ■ | twilight                                                     |
| 16 | ■ | airy                                                         |

### Ferrovie Odakyū
La stazione di testa delle Ferrovie Odakyū è parallela ai binari JR sul lato occidentale ed è utilizzata da circa 490.000 passeggeri ogni giorno. La linea Odawara è un importante asse di collegamento che esce da Tokyo verso sud-ovest passando per i sobborghi residenziali e fino alla città costiera di Odawara, dopo essere passata per le montagne di Hakone. I dieci binari si trovano su due livelli sotto i grandi magazzini Odakyu; 6 marciapiedi per i servizi espressi (3 binari) al piano terra e quattro marciapiedi (due binari) al livello sottostante. Ogni binario è servito da un marciapiede per parte, al fine di separare i flussi dei passeggeri che scendono dai treni e quelli che vi salgono a loro volta. A settembre 2012 sono state installate porte di banchina ai binari 4 e 5.
● Linea Odakyū Odawara

#### Binari
| Binario              | Tipo di treno                                                    | Destinazione                                           |
| -------------------- | ---------------------------------------------------------------- | ------------------------------------------------------ |
| Binari di superficie |                                                                  |                                                        |
| 1                    | (il binario 2 è di sola discesa)                                 | per Odawara, Hakone-Yumoto, Fujisawa e Katase-Enoshima |
| 2                    | □ Odakyū Romance Car                                             | per Odawara, Hakone-Yumoto, Fujisawa e Katase-Enoshima |
| 3                    | □ Espresso Limitato Romance Car (il binario 4 è di sola discesa) | per Odawara, Hakone-Yumoto, Fujisawa e Katase-Enoshima |
| 4-5                  | ■ Espresso rapido ■ Espresso ■ Semiespresso                      | per Odawara, Hakone-Yumoto, Fujisawa e Katase-Enoshima |
| 6                    | (il binario 5 è di sola discesa)                                 | per Odawara, Hakone-Yumoto, Fujisawa e Katase-Enoshima |
| Binari sotterranei   |                                                                  |                                                        |
| 7                    | (il binario 8 è di sola discesa)                                 | per Hon-Atsugi e Karakida                              |
| 8-9                  | ■ Semiespresso sezionale ■ Locale                                | per Hon-Atsugi e Karakida                              |
| 10                   | (il binario 9 è di sola discesa)                                 | per Hon-Atsugi e Karakida                              |

### Ferrovie Keiō
Il terminal delle Ferrovie Keiō si trova a ovest della linea Odakyu, due piani sotto i grandi magazzini Keio. Consiste di tre marciapiedi lungo l'asse nord-sud. Ogni giorno questa sezione è utilizzata da circa 720.000 passeggeri, e ciò la rende una delle più utilizzate ferrovie private (non JR) del Giappone. La linea principale collega Shinjuku alla città di Hachiōji a ovest.
● Linea Keiō

● Nuova linea Keiō

#### Binari
| Binario | Tipo di treno                                                                      | Destinazione                                                            |
| ------- | ---------------------------------------------------------------------------------- | ----------------------------------------------------------------------- |
| 1       | ■ Locale                                                                           | Meidaimae, Chōfu, Tama Center, Hashimoto, Keiō-Hachiōji e Takaosanguchi |
| 2       | ■ Espresso ■ Rapido pendolari ■ Rapido ■ Locale                                    | Meidaimae, Chōfu, Tama Center, Hashimoto, Keiō-Hachiōji e Takaosanguchi |
|         | Marciapiede di sola discesa                                                        | Meidaimae, Chōfu, Tama Center, Hashimoto, Keiō-Hachiōji e Takaosanguchi |
| 3       | ■ Espresso limitato ■ Semiespresso limitato ■ Espresso ■ Rapido pendolari ■ Rapido | Meidaimae, Chōfu, Tama Center, Hashimoto, Keiō-Hachiōji e Takaosanguchi |

### Ferrovie Seibu
Sebbene faccia parte di un edificio separato, la stazione di Seibu-Shinjuku è direttamente interconnessa da alcuni passaggi sotterranei all'enorme hub di Shinjuku. Da qui è possibile prendere i treni della linea Seibu Shinjuku delle Ferrovie Seibu che collega la città di Tokyo con alcuni suoi sobborghi nella parte nord-occidentale. Un altro grande hub delle ferrovie Seibu è la stazione di Ikebukuro.
● Linea Seibu Shinjuku

### Metropolitana
La linea Marunouchi della Tokyo Metro è situata sottoterra lungo l'asse est-ovest a nord dei terminali JR e Odakyū, sotto il centro commerciale sotterraneo Metro Promende.
La linea Toei Shinjuku condivide alcuni binari con la Nuova linea Keiō situati 5 piani sottoterra lungo l'asse est-ovest, sotto la strada Kōshū Kaidō. Il mezzanino è gestito dalle Ferrovie Keiō, ma si trova in una posizione separata. Ancora più a sud e in una posizione più profonda si trovano i binari della linea Toei Oedo.
- Tokyo Metro:
  -  Linea Marunouchi
- Toei:
  -  Linea Shinjuku
  -  Linea Ōedo

#### Binari
Linea Marunouchi
| 1 | Linea Marunouchi | per Nakano-sakaue, Ogikubo e Hōnanchō            |
| 2 | Linea Marunouchi | per Akasaka-mitsuke, Ginza, Ōtemachi e Ikebukuro |

Linea Ōedo
| 1 | Linea Ōedo | per Roppongi e Daimon                              |
| 2 | Linea Ōedo | per Akasaka-mitsuke, Ginza, Tochōmae e Hikarigaoka |

Linea Shinjuku
| 1 | Nuova Linea Keiō | per Hatsudai, Meidaimae, Chōfu e Hashimoto       |
| 2 | Linea Shinjuku   | per Ichigaya, Kudanshita, Jimbochō e Moto-Yawata |

## Numeri degli utenti giornalieri
| Operatore              | Operatore              | Num                                                  | Anno                                                 | Fonte                                                | Note                                                                         |
| ---------------------- | ---------------------- | ---------------------------------------------------- | ---------------------------------------------------- | ---------------------------------------------------- | ---------------------------------------------------------------------------- |
| JR                     | JR                     | 1.571.602                                            | 2007                                                 | 785.801 ingressi.                                    | La stazione più trafficata in Giappone                                       |
| Keiō                   | Keiō                   | 747.407                                              | 2007                                                 | [ 2 ]                                                | La stazione più trafficata tra le linee private (non JR group) del Giappone. |
| Odakyū                 | Odakyū                 | 498.918                                              | 2007                                                 | [ 3 ]                                                | La stazione più trafficata della Linea Odakyū principale                     |
| Toei                   | Linea Shinjuku         | 262.688                                              | 2007                                                 | 133.509 ingressi e 129.179 uscite.                   | La stazione più trafficata della Toei.                                       |
| Toei                   | Ōedo Line              | 130.800                                              | 2007                                                 | 64.034 ingressi e 66.766 uscite.                     | La stazione più trafficata della Toei.                                       |
| Tokyo Metro            | Tokyo Metro            | 240.984                                              | 2007                                                 | [ 6 ]                                                | La quinta stazione più trafficata della Tokyo Metro.                         |
| (Linea Seibu Shinjuku) | (Linea Seibu Shinjuku) | (188.184)                                            | 2007                                                 | [ 7 ]                                                |                                                                              |
|                        |                        |                                                      |                                                      |                                                      |                                                                              |
| Totale                 | Totale                 | 3.452.399 (3.640.583 incluso Seibu Shinjuku Station) | 3.452.399 (3.640.583 incluso Seibu Shinjuku Station) | 3.452.399 (3.640.583 incluso Seibu Shinjuku Station) | 3.452.399 (3.640.583 incluso Seibu Shinjuku Station)                         |

## Stazioni adiacenti
JR East
■Linea Yamanote
Stazione di Yoyogi - Stazione di Shinjuku - Stazione di Shin-Ōkubo
■Linea Saikyō
Rapido Pendolari, Rapido e Locale
Stazione di Shibuya - Stazione di Shinjuku - Stazione di Ikebukuro
■■Linea_Shōnan-Shinjuku
Rapido Speciale, Rapido e Locale
Stazione di Shibuya - Stazione di Shinjuku - Stazione di Ikebukuro
■Linea Chūō Rapida
Rapido Speciale Pendolari
Stazione di Yotsuya - Stazione di Shinjuku - Stazione di Kokubunji
Rapido Speciale Chūō (solo Chūō Rapid Speciale a partire Shinjuku)
Stazione di Shinjuku - Stazione di Mitaka
Rapido Speciale Chūō, Rapido Speciale Ōme, Rapido Pendolari e Rapido
Stazione di Yotsuya - Stazione di Shinjuku - Stazione di Nakano
■Linea Chūō-Sōbu
Stazione di Yoyogi - Stazione di Shinjuku - Stazione di Ōkubo
Keiō Corporation
■Linea Keiō
■Espresso Speciale
Stazione di Shinjuku - Stazione di Meidaimae
■Semiespresso Speciale, ■Espresso, ■Espresso Sezionale, ■Rapido, ■Locale
Stazione di Shinjuku - Stazione di Sasazuka
■Nuova Linea Keiō
■Espresso, ■Espresso Sezionale, ■Rapido, ■Locale
Via linea Toei Shinjuku - Stazione di Shinjuku - Stazione di Hatsudai
Toei
○Toei Linea Shinjuku
■Espresso 
Stazione di Ichigaya (S 04) - Stazione di Shinjuku (S 01) - Attraverso la Nuova Linea Keiō
■Locale
Stazione di Shinjuku-sanchōme (S 02) - Stazione di Shinjuku (S 01) - Attraverso la Nuova Linea Keiō
○Toei Linea Ōedo
Stazione di Yoyogi (E 26) - Stazione di Shinjuku (E 27) - Stazione di Tochōmae (E 28)
Odakyu Electric Railway
■Linea Odakyu Odawara
■Espresso Rapido, ■Espresso, ■Locali espressi, ■Locali, Espresso sezionale
Stazione di Shinjuku - Stazione di Yoyogi-Uehara
■Locale
Stazione di Shinjuku - Stazione di Minami-Shinjuku
Tokyo Metro
○Tokyo Metro Linea Marunouchi
Stazione di Nishi-Shinjuku (M 07) - Stazione di Shinjuku (M 08) - Stazione di Shinjuku-sanchōme (M 09)

## Nei media
Nel film Baraka alcune impressionanti riprese mostrano l'entità della folla che da qui passa ogni giorno.
Nel manga e anime City Hunter il protagonista bazzica spesso la stazione.
La stazione è stata teatro di riprese per alcuni film sulla Yakuza.